# ナイチンゲールダンス
ナイチンゲールダンスは、吉本興業東京本社所属のお笑いコンビ。NSC東京校22期生。

## メンバー
ヤス（1993年5月27日 - ）（32歳）
ツッコミ担当。
本名は、古賀 康成（こが やすなり）。身長178 cm、体重70 kg、血液型はA型。
長崎県長崎市出身、長崎日本大学高等学校・日本大学法学部卒業。落語研究会に所属し、サークル長を務めていた。トリオ「東京アチャパジャマ」、コンビ「ラリアットカンガルーペロンペロン」「コガネ色談合坂」として活動していた。
趣味は自撮り。特技は麻雀、FPS（キルレシオ2.0）、サッカー（高校選手権全国大会）、けん玉2段。
大学お笑い出身の芸人の中では当時カリスマ性を有しており、大学お笑いの雄として当時在籍していた日本大学のお笑いサークルや大学お笑い全体の意識改革を決行した。
かつやま（ド桜）・なかむらしゅん（9番街レトロ）と約2年半ルームシェアしており、同メンバーらとYouTubeチャンネル「歌舞伎町に住み始めた3人」を運営していた。ルームシェアの解散に伴いYouTubeチャンネルの更新は2023年9月を以て終了したが、同メンバーによるネットラジオ「かぶさんラジオ」は2025年現在も継続されている（#出演を参照）。

中野 なかるてぃん（なかの なかるてぃん、1994年8月28日 - ）（30歳）
ボケ担当。
本名は、中野 悠（なかの ゆう）。身長172 cm、体重82 kg。血液型はA型。
山梨県中巨摩郡昭和町出身、山梨県立甲府西高等学校・一橋大学法学部卒業。一橋大学お笑いサークルIOK出身。進研ゼミだけで一橋大学に現役合格した。当時組んでいたコンビは「Mr.潜水艦」「ラジコラン29号」など。
江戸時代から7代続く医者の家系に生まれた。
高校時代に弁護士を夢見て大学も法学部に入学。親に弁護士を目指すと話した時には「お前は自分のレールを歩けて偉い」と褒められるも、その4年後に芸人への方向転換を話した時には「そんな所にレールは無い」と言われたという。
学生時代から単独ライブに毎年足を運びサイン会にも参加するほど、バカリズムに憧れている。
趣味は進研ゼミ、クイズなど。特技は膝鳴らし、ギャグ（300個）など。

## 略歴
- 大学時代、ヤスが一橋大学のライブを観覧した際に中野へ声をかけコンビを結成[13]。中野に声を掛けた理由について、ヤスは「中野に恋をした」[14]「なかるてぃんの声に惹かれた、Hey!Say!JUMPの知念侑李くんが声変わりする前とキーが一緒だった」[15]と語っている。
- コンビ名は、結成して間もない頃にヤスから「2秒でコンビ名くれ」と言われた中野が思い付きで名付けたもののため、由来は特に無い[3]。
- au PAY/au PAY カード×マイナポイントキャンペーンの新CM 「あたらしい競技」篇で浦島太郎、金太郎が熱中する新しい競技を考案した（2020年8月28日よりOA開始）[16]。
- 周りの芸人全員がM-1グランプリへ出場しておりあえて出ない方が売れると考え、2018年大会から3年間不参加だった[17]。だが結局売れなかったため2021年大会から再び出場、2023年大会では準決勝進出・敗者復活戦で3位となった。
- 9番街レトロ、令和ロマンと共に東京・神保町よしもと漫才劇場発のユニット「お抹茶煎じ隊」として活動していた[18]。田辺智加（ぼる塾）がプロデューサーを務め、「お抹茶恋歌」というヤスが作詞を務めたオリジナル曲がある[19]。現在、お抹茶煎じ隊は解散している。

## 芸風
主に漫才。ネタはヤスがベースとなる案を出し、2人で作っている。ヤスが「絶対なかるてぃんが○○した方がいいよ」と設定を振り、中野がシミュレーションしてみるというコント漫才が多い。ヤス曰く「分かりづらい変な設定が好きだった」ことから最初は尖った感じのネタをやっていたという。

## 出囃子
- ELLEGARDEN『ジターバグ』[12]

## 賞レースなどでの受賞歴

### M-1グランプリ
| 年度（回）       | 結果         | エントリー No. | 会場                   | 日程     | 備考          |
| ---------------- | ------------ | -------------- | ---------------------- | -------- | ------------- |
| 2016年（第12回） | 2回戦進出    | 1319           | 雷5656会館ときわホール | 10月12日 |               |
| 2017年（第13回） | 3回戦進出    | 406            | ルミネtheよしもと      | 10月21日 |               |
| 2018年（第14回） | 参加辞退     | 1619           |                        |          |               |
| 2019年（第15回） | 不参加       | 不参加         | 不参加                 | 不参加   | 不参加        |
| 2020年（第16回） | 不参加       | 不参加         | 不参加                 | 不参加   | 不参加        |
| 2021年（第17回） | 準々決勝進出 | 1559           | ルミネtheよしもと      | 11月16日 |               |
| 2022年（第18回） | 準々決勝進出 | 1778           | ルミネtheよしもと      | 11月13日 |               |
| 2023年（第19回） | 準決勝進出   | 2157           | NEW PIER HALL          | 12月7日  | 敗者復活戦3位 |
| 2024年（第20回） | 準決勝進出   | 2338           | NEW PIER HALL          | 12月5日  |               |
| 2025年（第21回） |              | 3003           |                        |          |               |

### 上方漫才協会大賞
| 年度             | 結果                            | 日程    |
| ---------------- | ------------------------------- | ------- |
| 2020年（第五回） | 大賞ノミネート                  | 1月13日 |
| 2021年（第六回） | 大賞ノミネート                  | 1月11日 |
| 2022年（第七回） | 大賞ノミネート 新人賞ノミネート | 1月10日 |
| 2023年（第八回） | 大賞ノミネート 新人賞ノミネート | 1月9日  |
| 2024年（第九回） | 大賞ノミネート 新人賞ノミネート | 1月8日  |

### その他
- 2014年 学生R-1 2014 - 優勝（中野）[27]
- 2015年 大学生M-1グランプリ2015 - 優勝[2]
- 2017年 NSC大ライブ TOKYO 2017 - 優勝[28]
- 2020年 第41回ABCお笑いグランプリ - 最終予選進出[29]
- 2021年 第7回「マイナビ Laughter Night」グランドチャンピオン大会 - 決勝進出[30]
- 2023年 ツギクル芸人グランプリ2023 - 優勝[31]
- 2024年 38FIGHT CLUB - 優勝[32]
- 2024年 R-1グランプリ2024 - 準決勝進出（中野）[33]
- 2025年 R-1グランプリ2025 - 準決勝進出（中野）[34]

## 出演

### テレビ
- ネタパレ（フジテレビ 2018年9月7日[35]・11月30日[36]、2019年6月7日[37]・11月15日[38]）
- おもしろ荘（日本テレビ、2023年1月1日[39]） - 番組内企画で準優勝[40]
- 深夜のハチミツ（フジテレビ、2023年5月8日〈7日深夜〉 - 29日〈28日深夜〉） ‐ 5月のつぼみ芸人として[41]
- ナイチン街レトロ（テレビ朝日、2024年7月7日〈6日深夜〉[42] - 2025年3月30日〈29日深夜〉） - 冠番組
  - 夜明け前バラエティ トワライト（2025年4月6日〈5日深夜〉[43] - ） - メインキャスト

### テレビドラマ
- MASKMEN 第3話（テレビ東京、2018年1月27日） - 中野のみ

### ラジオ
パーソナリティー担当
- かぶさんラジオ（stand.fm、2023年3月27日 - ） - ヤスのみ、毎週月曜日
- ナイチンゲールダンスの絶対ラジオやったほうがいいよ（MBSラジオ、2024年3月25日、5月19日、8月26日〈25日深夜〉）
- ナイチンゲールダンスのおはようございますラジオ（文化放送、2024年5月16日）
- ヤスマロティン（Artistspoken、2024年8月9日 - ） - カンナギマロと共同パーソナリティ
- がっちゃんこ（朝日放送ラジオ、2025年4月2日〈1日深夜〉 - ） - 毎週火曜、そいそ〜すと共同パーソナリティ

自主ラジオ
- サタデーナイチンフィーバー（YouTube、2019年10月26日、11月2日 - ）
- ナイチンゲールダンスヤスのオールバックラジオ（stand.fm、2021年04月16日 - ） - ヤスのみ
- スカイブルーメガネラジオ（stand.fm、2022年4月24日 - ） - 中野のみ

その他
- マイナビ Laughter Night（TBSラジオ 2017年7月7日・9月8日、2019年1月4日・10月26日、2020年7月3日・11月13日、2022年11月25日、2023年6月2日）
- よしもと5じ6じラジオ（FMサルース 2018年3月9日・5月25日・7月20日、2019年7月12日・11月29日、2020年7月10日）

### 配信番組
- スピードワゴンの月曜The NIGHT（AbemaTV、2021年11月2日・2022年2月22日）

### その他の媒体
- 山梨日日新聞（2019年11月26日）[8]
- 芸人雑誌 Quick Japan別冊（太田出版）
  - volume5（2021年12月17日発売[60]）ISBN 978-4-7783-1787-4
  - volume8（2022年12月27日発売[61]）ISBN 978-4-7783-1840-6
- 神保町よしもと漫才劇場4周年記念ブック「大舞台で響かせたい」（太田出版、2024年1月30日発売[62]）ISBN 978-4-7783-1913-7
- 進研ゼミ高校講座55周年特設サイト（ベネッセコーポレーション、2024年）[63]
- お笑い2024 SUMMER Volume 9 (竹書房、2024年6月28日発売[64])　ISBN 978-4-8019-4037-6
- 別冊カドカワScene 14 (KADOKAWA、2024年7月31日発売[65])

## 連載
- ヤスのコラム[66]（ウォーカープラス、2024年4月2日[67] - ）

## ライブ

### 単独ライブ
| 年月日         | タイトル                             | 会場                     |
| -------------- | ------------------------------------ | ------------------------ |
| 2015年 9月25日 | ヨーロッパ                           | 新宿バティオス           |
| 2017年 5月14日 | パイピンペールパンプ                 | 渋谷j-popカフェ          |
| 7月21日        | 最近ゲールダンス                     | 大宮ラクーンよしもと劇場 |
| 2018年 4月21日 | 唐沢辰巳の大冒険〜中野、危機一髪!?〜 | ヨシモト∞ホール          |

| 月日     | タイトル                           | 会場                   |
| -------- | ---------------------------------- | ---------------------- |
| 2月23日  | ナイチンゲールダンス単独ライブ2月  | 神保町よしもと漫才劇場 |
| 3月26日  | ナイチンゲールダンス単独ライブ3月  | 神保町よしもと漫才劇場 |
| 4月29日  | ナイチンゲールダンス単独ライブ4月  | 神保町よしもと漫才劇場 |
| 5月29日  | ナイチンゲールダンス単独ライブ5月  | 神保町よしもと漫才劇場 |
| 6月26日  | ナイチンゲールダンス単独ライブ6月  | 神保町よしもと漫才劇場 |
| 7月25日  | ナイチンゲールダンス単独ライブ7月  | 神保町よしもと漫才劇場 |
| 8月29日  | ナイチンゲールダンス単独ライブ8月  | 神保町よしもと漫才劇場 |
| 9月26日  | ナイチンゲールダンス単独ライブ9月  | 神保町よしもと漫才劇場 |
| 10月30日 | ナイチンゲールダンス単独ライブ10月 | 神保町よしもと漫才劇場 |
| 11月28日 | ナイチンゲールダンス単独ライブ11月 | 神保町よしもと漫才劇場 |
| 12月25日 | ナイチンゲールダンス単独ライブ12月 | 神保町よしもと漫才劇場 |

| 月日     | タイトル                                  | 会場                   |
| -------- | ----------------------------------------- | ---------------------- |
| 1月30日  | ナイチンゲールダンス単独ライブ1月         | 神保町よしもと漫才劇場 |
| 2月27日  | ナイチンゲールダンス単独ライブ2月         | 神保町よしもと漫才劇場 |
| 3月26日  | ナイチンゲールダンス単独ライブ3月         | 神保町よしもと漫才劇場 |
| 4月23日  | ナイチンゲールダンス単独ライブ4月         | 神保町よしもと漫才劇場 |
| 5月2日   | ナイチンゲールダンス単独ライブβ版         | 神保町よしもと漫才劇場 |
| 5月28日  | ナイチンゲールダンス単独ライブ5月         | 神保町よしもと漫才劇場 |
| 6月6日   | ナイチンゲールダンス単独ライブ6月前半     | 神保町よしもと漫才劇場 |
| 6月25日  | ナイチンゲールダンス単独ライブ6月後半     | 神保町よしもと漫才劇場 |
| 7月15日  | ナイチンゲールダンス単独ライブ7月前半     | 神保町よしもと漫才劇場 |
| 7月31日  | ナイチンゲールダンス単独ライブ7月後半     | 神保町よしもと漫才劇場 |
| 8月7日   | ナイチンゲールダンス単独ライブ8月前半大阪 | 森ノ宮よしもと漫才劇場 |
| 8月30日  | ナイチンゲールダンス単独ライブ8月後半     | 神保町よしもと漫才劇場 |
| 9月12日  | ナイチンゲールダンス単独ライブ9月前半     | 神保町よしもと漫才劇場 |
| 9月29日  | ナイチンゲールダンス単独ライブ9月後半     | 神保町よしもと漫才劇場 |
| 10月27日 | ナイチンゲールダンス単独ライブ10月        | 神保町よしもと漫才劇場 |
| 11月27日 | ナイチンゲールダンス単独ライブ11月        | 神保町よしもと漫才劇場 |
| 12月23日 | ナイチンゲールダンス単独ライブ12月        | 神保町よしもと漫才劇場 |

| 月日     | タイトル                                                                          | 会場                   |
| -------- | --------------------------------------------------------------------------------- | ---------------------- |
| 1月20日  | ナイチンゲールダンス単独ライブ1月                                                 | 神保町よしもと漫才劇場 |
| 2月25日  | 単独神 マンザィン＝デ＝メチャネタヤリマス                                         | 神保町よしもと漫才劇場 |
| 3月24日  | ナイチンゲールダンス単独ライブ3月 「ぼくは中野なかるてぃん!」                     | 神保町よしもと漫才劇場 |
| 4月23日  | ナイチンゲールダンス大阪単独ライブ 「ダイナソーやがな」                           | 森ノ宮よしもと漫才劇場 |
| 4月29日  | ナイチンゲールダンス単独ライブ 「L」                                              | 神保町よしもと漫才劇場 |
| 5月26日  | ナイチンゲールダンス単独ライブ 「今日、なかるてぃんになりました」                 | 神保町よしもと漫才劇場 |
| 6月30日  | ナイチンゲールダンス単独ライブ 「恋する週末なかるてぃん」                         | 神保町よしもと漫才劇場 |
| 7月28日  | ナイチンゲールダンス単独ライブ 「よろしくお願いしまスクラムトライ」               | 神保町よしもと漫才劇場 |
| 8月31日  | ナイチンゲールダンス単独ライブ 「よろしくお願いしまスクラムトライ2」              | 神保町よしもと漫才劇場 |
| 9月28日  | ナイチンゲールダンス単独ライブ 「お前がナイチンゲールダンスのなかるてぃんになれ」 | 神保町よしもと漫才劇場 |
| 10月31日 | ナイチンゲールダンス単独ライブ 「最新令和バース」                                 | 神保町よしもと漫才劇場 |
| 11月24日 | ナイチンゲールダンス単独ライブ11月 「11月のリサ」                                 | 神保町よしもと漫才劇場 |
| 12月22日 | ナイチンゲールダンス単独ライブ12月 「咳治りました!」                              | 神保町よしもと漫才劇場 |

| 月日     | タイトル                                                     | 会場                      |
| -------- | ------------------------------------------------------------ | ------------------------- |
| 1月26日  | ナイチンゲールダンス単独ライブ1月 「ハロウィン」             | 神保町よしもと漫才劇場    |
| 2月10日  | ナイチンゲールダンス単独ライブ 「THE STRONGEST GENERATION」  | 森ノ宮よしもと漫才劇場    |
| 2月16日  | ナイチンゲールダンス単独ライブ2月 「福岡来ました!」          | 神保町よしもと漫才劇場    |
| 3月15日  | ナイチンゲールダンス単独ライブ 「BIG DREAMS」                | 森ノ宮よしもと漫才劇場    |
| 3月22日  | ナイチンゲールダンス単独ライブ3月 「Overwhelm」              | 神保町よしもと漫才劇場    |
| 4月12日  | ナイチンゲールダンス単独ライブ 「THE LAST DAY」              | 森ノ宮よしもと漫才劇場    |
| 4月28日  | ナイチンゲールダンス単独ライブ4月 「FIRE HEART」             | 神保町よしもと漫才劇場    |
| 5月2日   | ナイチンゲールダンス単独ライブ 「Happy Birthday3」           | 森ノ宮よしもと漫才劇場    |
| 5月25日  | ナイチンゲールダンス単独ライブ 「God descends」              | よしもと福岡 大和証券劇場 |
| 5月31日  | ナイチンゲールダンス単独ライブ5月 「Happy birthday2」        | 神保町よしもと漫才劇場    |
| 6月7日   | ナイチンゲールダンス単独ライブ 「モーガンプリーマン」        | 森ノ宮よしもと漫才劇場    |
| 6月29日  | ナイチンゲールダンス東京単独ライブ6月 「JUDGMENT SPARROW」   | 神保町よしもと漫才劇場    |
| 7月12日  | ナイチンゲールダンス大阪単独ライブ7月 「単独が如く」         | 森ノ宮よしもと漫才劇場    |
| 7月28日  | ナイチンゲールダンス単独ライブ7月 「ネタるネタるてぃん」     | 神保町よしもと漫才劇場    |
| 8月30日  | ナイチンゲールダンス第74回単独ライブ 「NEVER ENDING SUMMER」 | ルミネtheよしもと         |
| 8月30日  | ナイチンゲールダンス第75回単独ライブ 「SAMURAI」             | ルミネtheよしもと         |
| 9月7日   | ナイチンゲールダンス名古屋単独ライブ 「来たぜ名古屋」        | 中電ホール                |
| 9月23日  | ナイチンゲールダンス東京単独ライブ 「領域てぃん開」          | ルミネtheよしもと         |
| 11月15日 | ナイチンゲールダンス単独ライブ 「Absolute」                  | なんばグランド花月        |
| 12月8日  | ナイチンゲールダンス福岡単独ライブ 「頭文字T」               | よしもと福岡 大和証券劇場 |

| 月日    | タイトル                                                           | 会場                   |
| ------- | ------------------------------------------------------------------ | ---------------------- |
| 3月14日 | ナイチンゲールダンス単独ライブ3月 「こっちのてぃんと」             | 神保町よしもと漫才劇場 |
| 4月8日  | ナイチンゲールダンス単独ライブ4月 「ヤスゲーム」                   | 渋谷よしもと漫才劇場   |
| 5月23日 | ナイチンゲールダンス単独ライブ5月 「トワイライティンウォリアーズ」 | 渋谷よしもと漫才劇場   |
| 6月18日 | ナイチンゲールダンス単独ライブ6月 「SUICIDE YASQUAD」              | 渋谷よしもと漫才劇場   |
| 7月29日 | ナイチンゲールダンス単独ライブ7月 「美味てぃんぼ」                 | 渋谷よしもと漫才劇場   |
| 8月14日 | ナイチンゲールダンス単独ライブ8月 「YASPY×FAMILY」                 | 渋谷よしもと漫才劇場   |
| 9月5日  | ナイチンゲールダンス単独ライブ9月 「てぃん國無双」                 | 渋谷よしもと漫才劇場   |

### ショート漫才ライブ
| 月日     | タイトル                                                            | 会場                   |
| -------- | ------------------------------------------------------------------- | ---------------------- |
| 2月7日   | ショート漫才大放出ライブ 「ヤスース」                               | 神保町よしもと漫才劇場 |
| 3月18日  | ショート漫才特大放出ライブ 「ヤススッス」                           | 神保町よしもと漫才劇場 |
| 4月12日  | ショート漫才特大放出ライブ 「僕も中野なかるてぃん！」               | 神保町よしもと漫才劇場 |
| 5月11日  | ショート漫才単独ライブ 「なかるてぃんくんには騙されない」           | 神保町よしもと漫才劇場 |
| 6月13日  | ショート漫才特大放出ライブ 「なかるてぃんは、デビュー前に」         | 神保町よしもと漫才劇場 |
| 7月6日   | ショート漫才特大放出ライブ 「しんや」                               | 神保町よしもと漫才劇場 |
| 8月10日  | ショート漫才特大放出ライブ 「しんや2」                              | 神保町よしもと漫才劇場 |
| 9月20日  | ショート漫才ライブ 「これがナイチンゲールダンスレギュラー陣なのだ」 | 神保町よしもと漫才劇場 |
| 12月11日 | ショート漫才単独ライブ 「引越し終わりました!」                      | 神保町よしもと漫才劇場 |

| 月日     | タイトル                                       | 会場                   |
| -------- | ---------------------------------------------- | ---------------------- |
| 1月10日  | ショート漫才単独ライブ 「冷凍庫買いました!」   | 神保町よしもと漫才劇場 |
| 2月9日   | ショート漫才単独ライブ 「タクシー乗ってます!」 | 神保町よしもと漫才劇場 |
| 3月8日   | ショート漫才単独ライブ 「年明けました!」       | 神保町よしもと漫才劇場 |
| 4月14日  | ショート漫才単独ライブ 「PUNCH LINE」          | 神保町よしもと漫才劇場 |
| 5月19日  | ショート漫才単独ライブ 「Happy birthday」      | 神保町よしもと漫才劇場 |
| 6月16日  | ショート漫才単独ライブ 「ETERNAL SOLDIERS」    | 神保町よしもと漫才劇場 |
| 7月18日  | ショート漫才単独ライブ 「空想の魔物」          | 神保町よしもと漫才劇場 |
| 8月18日  | ショート漫才単独ライブ 「てぃんもに」          | 神保町よしもと漫才劇場 |
| 9月14日  | ショート漫才単独ライブ 「忍の里」              | 神保町よしもと漫才劇場 |
| 10月10日 | ショート漫才単独ライブ 「北斗のてぃん」        | 神保町よしもと漫才劇場 |
| 11月14日 | ショート漫才単独ライブ 「ティンソーマン」      | 神保町よしもと漫才劇場 |
| 12月15日 | ショート漫才単独ライブ 「てぃ面師たち」        | 神保町よしもと漫才劇場 |

| 月日    | タイトル                                                   | 会場                   |
| ------- | ---------------------------------------------------------- | ---------------------- |
| 1月28日 | ショート漫才単独ライブ 「無課金おじてぃん」                | 神保町よしもと漫才劇場 |
| 2月25日 | ショート漫才単独ライブ 「なかるてぃんにもほどがある!」     | 神保町よしもと漫才劇場 |
| 3月27日 | ショート漫才単独ライブ3月 「ひなまつり」                   | 神保町よしもと漫才劇場 |
| 4月24日 | ショート漫才単独ライブ4月 「四月は君のてぃん」             | 神保町よしもと漫才劇場 |
| 5月12日 | ショート漫才単独ライブ5月 「エッホエッホ」                 | 渋谷よしもと漫才劇場   |
| 6月3日  | ショート漫才単独ライブ6月 「ティ。―てぃ球の運動について―」 | 渋谷よしもと漫才劇場   |
| 7月25日 | ショート漫才単独ライブ7月 「ヤスンジボブ」                 | 渋谷よしもと漫才劇場   |
| 8月23日 | ショート漫才単独ライブ8月 「おしてぃんたんてい」           | 渋谷よしもと漫才劇場   |
| 9月28日 | ショートネタ単独 「ブルーヤッス」                          | 渋谷よしもと漫才劇場   |

### 主催ライブ
| 年月日         | タイトル                                                                           | 会場                   |
| -------------- | ---------------------------------------------------------------------------------- | ---------------------- |
| 2018年 2月9日  | グランドセフトオート オープンワールドコメディアンズ                                | 渋谷JPOPカフェ         |
| 7月1日         | グランドセフトオート 〜オープンワールドコメディアンズ〜 #2                         | ヨシモト∞ホール        |
| 10月13日       | グランドセフトオート 〜オープンワールドコメディアンズ〜 #3                         | ヨシモト∞ホール        |
| 2021年 3月21日 | 第1回「みんなのこけ彼ライブ」うちらの彼氏かっこつかないんだけど 〜絆創膏大放出SP〜 | 神保町よしもと漫才劇場 |
| 2022年 8月30日 | 中野なかるてぃん主催ライブ 「元気な中野なかるてぃんの元気な60分漫談ライブ」        | 神保町よしもと漫才劇場 |
| 2023年 1月3日  | ナイチンゲールダンスno寄席                                                         | 神保町よしもと漫才劇場 |
| 9月20日        | 中野なかるてぃん主催ライブ 「元気な中野なかるてぃんの元気な60分漫談ライブ2023」    | 神保町よしもと漫才劇場 |

| 年月日         | タイトル                                                                    | 会場                     |
| -------------- | --------------------------------------------------------------------------- | ------------------------ |
| 2024年 1月1日  | ナイチンゲールダンスno寄席                                                  | 神保町よしもと漫才劇場   |
| 3月18日        | 恋のヤス騒ぎ 〜ナイチンゲールダンスヤスが全女子に代わって格付けするライブ〜 | 大宮ラクーンよしもと劇場 |
| 5月27日        | ヤス生誕祭                                                                  | 神保町よしもと漫才劇場   |
| 8月27日        | シモリュウさんと遊ぶナイチンゲールダンス                                    | 神保町よしもと漫才劇場   |
| 2025年 1月11日 | 中野なかるてぃん単独ライブ「てぃん独ライブ」                                | 神保町よしもと漫才劇場   |
| 6月27日        | 中野なかるてぃんのイントロクイズネオ                                        | 渋谷よしもと漫才劇場     |

### ヤス主催ライブ
| 年月日         | タイトル                                                                 | 会場              |
| -------------- | ------------------------------------------------------------------------ | ----------------- |
| 2019年 3月18日 | 中野なかるてぃんが1番目立つまで次のコーナーに行かないライブ 〜唯我独尊〜 | ヨシモト∞ドームII |
| 7月3日         | 俺のスタンダップコメディ!                                                | ヨシモト∞ドームI  |
| 7月8日         | 中野なかるてぃんが1番目立つまで次のコーナーに行かないライブ 〜唯我独尊〜 | ヨシモト∞ドームII |
| 10月20日       | 最強ヤス最強昼最強寄席最強                                               | ヨシモト∞ドームI  |
| 11月18日       | 中野なかるてぃんが1番目立つまで次のコーナーに行かないライブ 〜唯我独尊〜 | ヨシモト∞ドームII |

| 月日           | タイトル | 会場                   |
| -------------- | --- | ---------------------- |
| 2020年 12月5日 | 15分コーナーで大騒ぎしたあと5分瀬尾が真っ直ぐな等身大の愛を歌に乗せるのを黙って後ろで全員聴くのを繰り返して最後にネイチャーバーガー三浦が初登場して一言まとめてそのまま全員帰るライブ                    | 神保町よしもと漫才劇場 |
| 2021年 1月17日 | 15分コーナーで大騒ぎした後全ての記憶を失ったラタタッタ古谷が再びラタタッタですと言えるまで全員で応援するのを繰り返して最後にサンジェルマンえいながが初登場して新年の抱負を言って全員帰るライブ           | 神保町よしもと漫才劇場 |
| 3月6日         | 15分コーナーで大騒ぎした後ZAZYさんとフリップが入れ替わった福田フェイフェイがネタを完走できるか全員で応援するのを繰り返して最後にネイチャーバーガー三浦が今年一番のデート服で一瞬通り抜けて全員帰るライブ | 神保町よしもと漫才劇場 |
| 4月3日         | 顔面そこそこ整ってるやつ集めて大バカ大暴れ大お笑いコーナーやって顔おもしろい芸人たちをおびやかすライブ                                                                                                   | 神保町よしもと漫才劇場 |
| 5月7日         | 15分コーナーで大騒ぎした後15分コーナーで大騒ぎしてプールが新ネタおろした後15分コーナーで大騒ぎするライブ                                                                                                 | 神保町よしもと漫才劇場 |
| 6月13日        | おこたしゃべり in 神保町 | 神保町よしもと漫才劇場 |
| 7月13日        | 〜逆襲ライブ〜 全コーナーの全くだりを事前に考えてきた1.2年目軍団vsその場でコーナー聞かされる先輩軍団 | 神保町よしもと漫才劇場 |
| 8月14日        | 事務所関係なく15分コーナーで大騒ぎするのを4回繰り返してそのまま帰るライブ | 神保町よしもと漫才劇場 |
| 9月19日        | ∞ホールの先輩達と15分コーナーで大騒ぎするのを4回繰り返してそのまま帰るライブ | 神保町よしもと漫才劇場 |
| 10月11日       | 神保町漫才劇場メンバーが芸歴20年上の先輩方と15分コーナーで大騒ぎするのを4回繰り返して帰るライブ | 神保町よしもと漫才劇場 |
| 12月6日        | 別室でコーナーをやっている後輩にインカムで指示を出してコーナーをめちゃくちゃにする様子をみんなで見るライブ                                                                                               | 神保町よしもと漫才劇場 |

| 月日    | タイトル | 会場                   |
| ------- | --- | ---------------------- |
| 1月2日  | 「そいそ〜す育成論」 〜30分でそいそ〜すのネタを書いてきてそいそ〜すにやらせてそいそ〜すの本ネタを超えるライブ〜         | 神保町よしもと漫才劇場 |
| 1月31日 | 神保町楽屋卓球大会決定戦                                                                                                | 神保町よしもと漫才劇場 |
| 2月16日 | つるまるの天パの味がしなくなり、笹本のたますぃが味がしてくるまで2人メインのコーナーやるライブ                           | 神保町よしもと漫才劇場 |
| 3月11日 | ギャグ50個やったあと大喜利をしてそのあとギャグ50個やるライブ                                                            | 神保町よしもと漫才劇場 |
| 4月9日  | そいそ〜す単独ライブ 〜そいそ〜すが新ネタ6本持ってきてそれを舞台上でみんなでヤジ飛ばしながら見るライブ〜                | 神保町よしもと漫才劇場 |
| 4月25日 | ゼロカラン野呂が最初に選手宣誓してそのあと二度と出てこないコーナーライブ                                                | 座・高円寺2            |
| 5月23日 | ご家族で楽しんでいただきたい同期コーナーライブ                                                                          | 神保町よしもと漫才劇場 |
| 6月15日 | ママー! この人たちおもしろい! ママもパパもこどもも喜ぶ10分営業ネタライブ!?                                              | ヨシモト∞ドームⅡ       |
| 6月18日 | 東京に出てきたエルフさんとコーナーで55分盛り上がったあと瀬尾さんが等身大の上京ソング歌うライブ 〜ようこそヤス主催へSP〜 | 神保町よしもと漫才劇場 |
| 7月2日  | 全員同期の1年目になるライブ                                                                                             | 神保町よしもと漫才劇場 |
| 10月5日 | 中野なかるてぃんが楽しくMCでコーナーをやっていたのに最後の10分でヤスが乱入して全部めちゃくちゃにするライブ              | ヨシモト∞ドームII      |
| 12月5日 | 中野なかるてぃんMC最強伝説 〜怒れるマイクで天を突け〜 60分ノンストップコーナーライブ2022                                | ヨシモト∞ドームII      |

| 月日     | タイトル                                 | 会場              |
| -------- | ---------------------------------------- | ----------------- |
| 2月8日   | なかるてぃんのMCやってみよう!            | ヨシモト∞ドームII |
| 4月12日  | ナイチンゲールダンス60分大喜利           | ヨシモト∞ドームII |
| 4月26日  | ナイチンゲールダンス60分エピソードトーク | ヨシモト∞ドームII |
| 4月26日  | なかるてぃんのMCやってみよう!            | ヨシモト∞ドームII |
| 5月9日   | ナイチンゲールダンス60分大喜利           | ヨシモト∞ドームII |
| 5月23日  | ナイチンゲールダンス60分エピソードトーク | ヨシモト∞ドームII |
| 6月7日   | なかるてぃんのMCやってみよう!            | ヨシモト∞ドームII |
| 6月21日  | ナイチンゲールダンス60分エピソードトーク | ヨシモト∞ドームII |
| 6月23日  | 九条ジョー相方探しライブ                 | ヨシモト∞ドームII |
| 6月26日  | ナイチンゲールダンス60分大喜利           | ヨシモト∞ドームII |
| 7月7日   | ナイチンゲールダンス60分大喜利           | ヨシモト∞ドームII |
| 7月24日  | ナイチンゲールダンス60分エピソードトーク | ヨシモト∞ドームII |
| 8月23日  | 九条ジョー相方探しライブ THE FINAL       | ヨシモト∞ドームI  |
| 11月13日 | ナイチンゲールダンス60分大喜利           | ヨシモト∞ドームII |
| 11月24日 | ナイチンゲールダンス60分エピソードトーク | ヨシモト∞ドームII |
| 12月8日  | ナイチンゲールダンス60分大喜利           | ヨシモト∞ドームII |
| 12月14日 | ナイチンゲールダンス60分エピソードトーク | ヨシモト∞ドームII |
| 12月25日 | なかるてぃんのMCやってみよう!            | ヨシモト∞ドームII |

| 月日     | タイトル                                      | 会場                      |
| -------- | --------------------------------------------- | ------------------------- |
| 1月26日  | ナイチンゲールダンス60分大喜利                | ヨシモト∞ドームII         |
| 2月7日   | ナイチンゲールダンス60分大喜利                | ヨシモト∞ドームII         |
| 2月16日  | ナイチンゲールダンス60分エピソードトーク      | ヨシモト∞ドームII         |
| 2月28日  | なかるてぃんのMCやってみよう!                 | ヨシモト∞ドームII         |
| 3月18日  | ナイチンゲールダンス60分エピソードトーク      | ヨシモト∞ドームII         |
| 3月22日  | ナイチンゲールダンス60分大喜利                | ヨシモト∞ドームII         |
| 4月5日   | ナイチンゲールダンス60分大喜利                | ヨシモト∞ドームII         |
| 4月10日  | なかるてぃんのMCやってみよう!                 | ヨシモト∞ドームII         |
| 5月15日  | ナイチンゲールダンス60分大喜利                | ヨシモト∞ドームII         |
| 5月22日  | なかるてぃんのMCやってみよう!                 | ヨシモト∞ドームII         |
| 6月5日   | ナイチンゲールダンス60分大喜利                | ヨシモト∞ドームII         |
| 6月26日  | なかるてぃんのMCやってみよう!                 | ヨシモト∞ドームII         |
| 7月18日  | ナイチンゲールダンス60分大喜利                | ヨシモト∞ドームII         |
| 8月9日   | ナイチンゲールダンス60分大喜利                | ヨシモト∞ドームII         |
| 9月7日   | 名古屋最強ネタ&コーナーライブ                 | 中電ホール                |
| 9月13日  | コーナーライブ「NEXT」                        | 神保町よしもと漫才劇場    |
| 10月2日  | そいそ〜す新宴会芸20本をみんなで見るライブ    | 神保町よしもと漫才劇場    |
| 10月18日 | 60分コーナーライブ                            | ルミネtheよしもと         |
| 11月28日 | そいそ〜す新くだり30連発ライブ                | 神保町よしもと漫才劇場    |
| 12月3日  | ヤス主催スリーマンライブ「ぱふ」ネタ&コーナー | 今池ガスホール            |
| 12月8日  | ネタ&コーナーライブin福岡                     | よしもと福岡 大和証券劇場 |
| 12月11日 | そいそ〜す新宴会芸15連発ライブ                | 神保町よしもと漫才劇場    |

| 月日    | タイトル                                              | 会場                   |
| ------- | ----------------------------------------------------- | ---------------------- |
| 1月9日  | そいそ〜す新くだり30連発ライブ                        | 神保町よしもと漫才劇場 |
| 2月16日 | そいそ〜す新くだり30連発ライブ                        | 神保町よしもと漫才劇場 |
| 5月21日 | そいそ〜すくだり30連発ライブ 「Mr. そいそレディブル」 | 神保町よしもと漫才劇場 |
| 7月18日 | ド素人TEKKEN最弱王決定戦                              | ルミネtheよしもと      |

### ヤス100人組手
| 年月日         | 会場             | ゲスト |
| -------------- | ---------------- | --- |
| 2018年 12月8日 | ヨシモト∞ドームI | - 楢原真樹（ヤーレンズ） - ワタリ119（キラキラ関係） - 前嶋大翔（マカロン） - たける（東京ホテイソン） - 中田和伸（さすらいラビー） - 畠中悠（オズワルド） - かいゆうた（さざんかポニーズ） - 細田祥平 |
| 2019年 1月31日 | ヨシモト∞ホール  | - ナポリ（アイロンヘッド） - 国崎和也（ランジャタイ） - 里（大自然） - 芝大輔（モグライダー） - 草薙航基（宮下草薙） - 池田直人（レインボー） - ワタリ119（キラキラ関係） - 狩野大（まんぷくユナイテッド） - 都築拓紀（四千頭身） - 石橋遼大（四千頭身） - アンゴラ村長（にゃんこスター）                                                        |
| 4月7日         | ヨシモト∞ホール  | - 楢原真樹（ヤーレンズ） - 一平（Gパンパンダ） - かが屋 - 長谷川雅紀（錦鯉） - 街裏ぴんく - 加藤（侍スライス） - ほしのディスコ（パーパー） - タイ（やさしいズ） - にしもと（ジェラードン） - かみちぃ（ジェラードン） - 田渕章裕（インディアンス） - 辻井亮平（アイロンヘッド）                                                                 |
| 6月2日         | ヨシモト∞ホール  | - 吉本大（ダイタク） - 大原優一（ダンビラムーチョ） - 篠宮暁（オジンオズボーン） - 楢原真樹（ヤーレンズ） - かまぼこ体育館（虹の黄昏） - 奥村うどん（スタンダップコーギー） - 下田真生（コウテイ） - フワちゃん - 井口浩之（ウエストランド） - 笹本はやて（ネイチャーバーガー） - 田渕章裕（インディアンス） - 辻井亮平（アイロンヘッド）        |
| 7月15日        | ヨシモト∞ドームI | - 髙比良くるま（令和ロマン） - 宮本勇気 （モンローズ） - 福島敏貴（ストレッチーズ） - よし（トキヨアキイ） - たける（東京ホテイソン） - 西田さおり（世間知らズ） - HIWA（放課後ハートビート） - 九条ジョー（コウテイ） - 広田ハヤト（オッパショ石） - 笹本はやて（ネイチャーバーガー） - 田渕章裕（インディアンス） - 辻井亮平（アイロンヘッド） |
| 9月14日        | ヨシモト∞ホール  | - GO!皆川 - ジャンボたかお（レインボー） - 高野正成（きしたかの） - 花里茂晴（おとぎばなし） - 村田大樹（赤もみじ） - 川北茂澄（真空ジェシカ） - 屋敷裕政（ニューヨーク） - サツマカワRPG - 佐伯元輝（やさしいズ） - なかむらしゅん（9番街レトロ）                                                                                               |
| 11月16日       | ヨシモト∞ドームI | - 山口いく（アントワネット） - 三森大輔（スタンダップコーギー） - 石田芳道（ドドん） - 高木貫太（ストレッチーズ） - 和田昭也（ぱろぱろ） - なかがわりょう（フランスピアノ） - ぐんぴぃ（春とヒコーキ） - TOKU - おばあちゃん - 古市勇介（金魚番長）                                                                                              |

| 月日    | 会場                   | ゲスト |
| ------- | ---------------------- | --- |
| 6月23日 | 神保町よしもと漫才劇場 | - めぞん - そいそ〜す - 坂口トラック（狛犬） - つるまる（軟水） - しんや - 竹内智也（ピュート） - 磯本五段 - 中野なかるてぃん - 九条ジョー |

### 同期（22期）ライブ
| 月日           | タイトル                                  | 会場             |
| -------------- | ----------------------------------------- | ---------------- |
| 6月3日         | ヤス仲良し22期 〜馴れ合ったやつから退場〜 | ヨシモト∞ドームI |
| 7月30日        | ヤス仲良し22期 〜馴れ合ったやつから退場〜 | ヨシモト∞ドームI |
| 8月31日        | ヤス仲良し22期 〜馴れ合ったやつから退場〜 | ヨシモト∞ドームI |
| 9月23日        | ヤス仲良し22期 〜馴れ合ったやつから退場〜 | ヨシモト∞ドームI |
| 10月9日        | ヤス仲良し22期 〜馴れ合ったやつから退場〜 | ヨシモト∞ドームI |
| 11月23日       | ヤス仲良し22期 〜馴れ合ったやつから退場〜 | ヨシモト∞ドームI |
| 12月28日       | ヤス仲良し22期 〜馴れ合ったやつから退場〜 | ヨシモト∞ドームI |
| 2020年 1月21日 | ヤス仲良し22期 〜馴れ合ったやつから退場〜 | ヨシモト∞ドームI |
| 2月24日        | ヤス仲良し22期 〜馴れ合ったやつから退場〜 | ヨシモト∞ドームI |

| 年月日         | タイトル | 会場                   |
| -------------- | --- | ---------------------- |
| 2021年 10月3日 | ヤス仲良し22期 〜コーナーが終わるたびそのコーナーで活躍していない同期が舞台から消されていくライブ〜                                     | 神保町よしもと漫才劇場 |
| 2022年 4月16日 | 東京大阪同期ライブ ヤス仲良し22期39期 〜ネタ30分やってコーナー55分やって最後にプリズンクイズチャンネルが5分歌って踊って全員帰るライブ〜 | 神保町よしもと漫才劇場 |
| 8月24日        | ヤス覚醒22期 「絶対にオリないめぞん原vs全員」                                                                                           | 神保町よしもと漫才劇場 |
| 9月4日         | ヤス覚醒22期 「絶対にオリないピュート村田vs全員」                                                                                       | 神保町よしもと漫才劇場 |
| 12月10日       | ヤス覚醒22期 「絶対にオリない軟水大川内vs全員」                                                                                         | 神保町よしもと漫才劇場 |

| 月日    | タイトル                                                                            | 会場                   |
| ------- | ----------------------------------------------------------------------------------- | ---------------------- |
| 1月1日  | ヤス覚醒22期 〜絶対にオリないピュート竹内vs全員〜                                   | 神保町よしもと漫才劇場 |
| 2月10日 | ヤス覚醒22期SP そもそも絶対にオリない中野なかるてぃんvs絶対にオリない覚醒者達vs全員 | 神保町よしもと漫才劇場 |
| 3月11日 | ヤス覚醒22期"侵略" 〜絶対にオリない覚醒者達vs後輩全員〜                             | 神保町よしもと漫才劇場 |
| 5月19日 | ヤス覚醒22期 「絶対にオリない覚醒者達率いる1年目達vs全員〜共闘〜」                  | 神保町よしもと漫才劇場 |
| 7月26日 | ヤス覚醒22期 "絶体絶命" 〜覚醒者vsもう中学生＆中野なかるてぃんvs他全員〜            | 神保町よしもと漫才劇場 |
| 8月19日 | ヤスミュ覚醒22期〜青氷〜 覚醒者vs他全員                                             | 神保町よしもと漫才劇場 |
| 9月2日  | ヤス覚醒22期                                                                        | 紀伊國屋ホール         |
| 10月8日 | ヤス覚醒22期「5人目」 〜絶対にオリない覚醒者vs他全員〜                              | 神保町よしもと漫才劇場 |
| 11月1日 | 22期シャッフル即興漫才ライブ                                                        | 神保町よしもと漫才劇場 |

| 月日            | タイトル                 | 会場                   |
| --------------- | ------------------------ | ---------------------- |
| 2024年 11月13日 | コーナーライブ「裏22期」 | 神保町よしもと漫才劇場 |
| 2025年 3月7日   | コーナーライブ「裏22期」 | 神保町よしもと漫才劇場 |

### ヤスアベンジャーズ
| 月日     | タイトル                                                                       | 会場              |
| -------- | ------------------------------------------------------------------------------ | ----------------- |
| 11月26日 | YASU SPIDER-MAN 〜後輩と他事務所の人を集めてネタとコーナーとトークするライブ〜 | ヨシモト∞ドームI  |
| 12月22日 | YASU SPIDER-MAN 〜後輩と他事務所の人を集めてネタとコーナーとトークするライブ〜 | ヨシモト∞ドームII |

| 月日     | タイトル                                                                             | 会場              |
| -------- | ------------------------------------------------------------------------------------ | ----------------- |
| 1月12日  | YASU SPIDER-MAN 〜後輩と他事務所の人を集めてネタとコーナーとトークするライブ〜       | ヨシモト∞ドームI  |
| 2月16日  | YASU SPIDER-MAN 〜後輩と他事務所の人を集めてネタとコーナーとトークするライブ〜       | ヨシモト∞ドームI  |
| 3月10日  | YASU SPIDER-MAN 〜後輩と他事務所の人を集めてネタとコーナーとトークするライブ〜       | ヨシモト∞ドームI  |
| 5月7日   | YASU SPIDER-MAN 〜後輩と他事務所の人を集めてネタとコーナーとトークするライブ〜       | ヨシモト∞ドームI  |
| 6月20日  | YASU SPIDER-MAN 〜後輩と他事務所の人を集めてネタとコーナーとトークするライブ〜       | ヨシモト∞ドームI  |
| 7月16日  | YASU SPIDER-MAN 〜後輩と他事務所の人を集めてネタとコーナーとトークするライブ〜       | ヨシモト∞ドームI  |
| 8月13日  | Yasutain America 〜後輩と他事務所の人を集めてネタとコーナーとトークするライブ〜      | ヨシモト∞ドームI  |
| 8月19日  | YASU SPIDER-MAN 〜後輩と他事務所の人を集めてネタとコーナーとトークするライブ〜       | ヨシモト∞ドームI  |
| 9月10日  | YASU SPIDER-MAN 〜後輩と他事務所の人を集めてネタとコーナーとトークするライブ〜       | ヨシモト∞ドームI  |
| 9月12日  | Yasutain America 〜後輩と他事務所の人を集めてネタとコーナーとトークするライブ〜      | ヨシモト∞ドームI  |
| 10月15日 | YASU SPIDER-MAN 〜23期全員即興漫才×鬼ストイック企画〜                                | ヨシモト∞ドームI  |
| 10月21日 | Yasutain America 〜24期全員即興漫才×鬼ストイック企画〜                               | ヨシモト∞ドームI  |
| 11月9日  | YASU SPIDER-MAN 〜23期全員即興漫才×鬼ストイック企画〜                                | ヨシモト∞ドームII |
| 11月13日 | Yasutain America 〜24期全員即興漫才×鬼ストイック企画〜                               | ヨシモト∞ドームII |
| 11月17日 | 〈1周年グランドクロス〉 【ナイチンゲールダンスSP 〜ヤスアベンジャーズ vs Legends〜】 | ヨシモト∞ドームII |
| 12月9日  | YASU SPIDER-MAN 〜23期全員即興漫才×鬼ストイック企画〜                                | ヨシモト∞ドームII |
| 12月16日 | Yasutain America 〜24期全員即興漫才×鬼ストイック企画〜                               | ヨシモト∞ドームII |

| 月日    | タイトル                                               | 会場              |
| ------- | ------------------------------------------------------ | ----------------- |
| 1月6日  | YASU SPIDER-MAN 〜23期全員即興漫才×鬼ストイック企画〜  | ヨシモト∞ドームII |
| 1月14日 | Yasutain America 〜24期全員即興漫才×鬼ストイック企画〜 | ヨシモト∞ドームII |
| 2月11日 | Yasutain America 〜24期全員即興漫才×鬼ストイック企画〜 | ヨシモト∞ドームII |
| 2月11日 | YASU SPIDER-MAN 〜23期全員即興漫才×鬼ストイック企画〜  | ヨシモト∞ドームII |

| 月日    | タイトル                                                      | 会場                   |
| ------- | ------------------------------------------------------------- | ---------------------- |
| 11月3日 | ヤステンアメリカ 〜ヤスアベンジャーズコーナーライブ24期編〜   | 神保町よしもと漫才劇場 |
| 11月3日 | ヤスティソー 〜ヤスアベンジャーズコーナーライブ25期編〜       | 神保町よしもと漫才劇場 |
| 11月3日 | ヤスク 〜ヤスアベンジャーズコーナーライブ26期編〜             | 神保町よしもと漫才劇場 |
| 11月3日 | ヤススパイダーマン 〜ヤスアベンジャーズコーナーライブ23期編〜 | 神保町よしもと漫才劇場 |
| 11月3日 | ヤスアイアンマン 〜ヤスアベンジャーズコーナーライブ22期編〜   | 神保町よしもと漫才劇場 |

### 俺のラブソング
| 年月日          | タイトル | 会場                   |
| --------------- | --- | ---------------------- |
| 2019年 11月15日 | お笑い第7世代がネタ終わってそのまま自分の青春ラブソングを熱唱するライブ 〜俺のラブソング!〜                                | ヨシモト∞ドームI       |
| 2020年 2月24日  | お笑い第7世代がネタ終わってそのまま自分の青春ラブソングを熱唱するライブ 〜俺のラブソング! winter fes〜                     | ヨシモト∞ドームI       |
| 2021年 5月4日   | ネタ終わってそのまま自分のガチラブソングを熱唱するライブ 〜俺のラブソング! ただいま fes〜                                  | 神保町よしもと漫才劇場 |
| 6月4日          | ガチで俺のラブソング! 〜ラブソング作ってきて歌うライブ〜                                                                   | Ylive                  |
| 7月30日         | ネタ終わってそのまま自分のガチラブソングを熱唱するライブ 〜俺のラブソング〜 summerフェス!                                  | 神保町よしもと漫才劇場 |
| 12月24日        | ネタ終わってそのまま自分のガチラブソングを熱唱するライブ 〜俺のラブソング〜 クリスマスフェス!                              | 神保町よしもと漫才劇場 |
| 2022年 4月1日   | ネタ終わってそのまま自分のガチラブソングを熱唱するライブ 〜俺のラブソング! Springフェス!〜                                 | 神保町よしもと漫才劇場 |
| 12月22日        | winterフェス特別編 〜ネタ終わりにそのまま自分達の出囃子を歌うライブ〜                                                      | 神保町よしもと漫才劇場 |
| 2023年 4月7日   | 俺のラブソング! Springフェス 〜ネタ終わりにそのまま歴史あるイケメンアイドル軍団の曲を歌うライブ〜                          | 神保町よしもと漫才劇場 |
| 9月24日         | 神劇祭2023 俺のラブソング! autumnフェス 〜ネタ終わりにそのままヤスが選んだ歴史あるアイドルグループ達の曲縛りで歌うライブ〜 | 神保町よしもと漫才劇場 |
| 11月10日        | 俺のラブソング!麦わらの海賊縛り 〜ネタやってそのままガチで歌ってそのまま帰るライブ〜                                       | 神保町よしもと漫才劇場 |
| 12月29日        | 「俺のラストソング!」 〜ネタやってそのまま笑いをたくさん入れてくれた相方にラスソンを歌うライブ〜                           | 神保町よしもと漫才劇場 |

### トークライブ
| 月日     | タイトル                 | 会場               | ゲスト                   |
| -------- | ------------------------ | ------------------ | ------------------------ |
| 1月18日  | ナになって踊ろ           | J-POP CAFE SHIBUYA |                          |
| 4月1日   | ヤスむことなく喋るてぃん | Naked Loft         | 嶋佐和也（ニューヨーク） |
| 11月25日 | ヤスむことなく喋るてぃん | ヨシモト∞ドームI   | EXIT                     |
| 12月22日 | ヤスむことなく喋るてぃん | ヨシモト∞ドームI   | 大自然                   |

| 月日     | タイトル                 | 会場              | ゲスト               |
| -------- | ------------------------ | ----------------- | -------------------- |
| 1月12日  | ヤスむことなく喋るてぃん | ヨシモト∞ドームI  | ランジャタイ         |
| 2月24日  | ヤスむことなく喋るてぃん | ヨシモト∞ドームII | 虹の黄昏             |
| 3月18日  | ヤスむことなく喋るてぃん | ヨシモト∞ドームII | 東京ホテイソン       |
| 4月2日   | ヤスむことなく喋るてぃん | ヨシモト∞ドームII | 宮下草薙             |
| 5月30日  | ヤスむことなく喋るてぃん | ヨシモト∞ドームII | きつね               |
| 6月29日  | ヤスむことなく喋るてぃん | ヨシモト∞ドームII | かが屋               |
| 7月25日  | ヤスむことなく喋るてぃん | ヨシモト∞ドームII | 金属バット           |
| 8月22日  | ヤスむことなく喋るてぃん | ヨシモト∞ドームII | まんじゅう大帝国     |
| 9月30日  | ヤスむことなく喋るてぃん | ヨシモト∞ドームII | モンローズ           |
| 10月13日 | ヤスむことなく喋るてぃん | ヨシモト∞ドームII | ティモンディ         |
| 11月28日 | ヤスむことなく喋るてぃん | ヨシモト∞ドームII | 納言                 |
| 12月26日 | ヤスむことなく喋るてぃん | ヨシモト∞ドームII | スタンダップコーギー |

| 年月日          | タイトル                 | 会場                   | ゲスト                                                      |
| --------------- | ------------------------ | ---------------------- | ----------------------------------------------------------- |
| 2020年 1月28日  | ヤスむことなく喋るてぃん | ヨシモト∞ドームII      | 赤もみじ                                                    |
| 2月24日         | ヤスむことなく喋るてぃん | ヨシモト∞ドームII      | ニッキューナナ                                              |
| 2021年 4月29日  | ヤスむことなく喋るてぃん | 神保町よしもと漫才劇場 | 9番街レトロ ピンクドミサイル がえにゃんこ（逆撫でロマンス） |
| 2023年 10月20日 | 最近ゲールダンス         | 神保町よしもと漫才劇場 |                                                             |

| 月日    | タイトル         | 会場                   |
| ------- | ---------------- | ---------------------- |
| 1月31日 | 最近ゲールダンス | 神保町よしもと漫才劇場 |
| 2月27日 | 最近ゲールダンス | 神保町よしもと漫才劇場 |
| 3月14日 | 最近ゲールダンス | 神保町よしもと漫才劇場 |
| 4月19日 | 最近ゲールダンス | 神保町よしもと漫才劇場 |
| 6月9日  | 最近ゲールダンス | 神保町よしもと漫才劇場 |
| 7月6日  | 最近ゲールダンス | 神保町よしもと漫才劇場 |
| 8月9日  | 最近ゲールダンス | 神保町よしもと漫才劇場 |
| 12月4日 | 最近ゲールダンス | 神保町よしもと漫才劇場 |

### その他の主要ライブ
- 2022年10月8日 - 「共依存」ストレッチーズ×ナイチンゲールダンス（神保町よしもと漫才劇場）
- 2022年11月4日 - 「絶対なかるてぃんがまーごめしたほうがいいよ」ママタルト×ナイチンゲールダンス（神保町よしもと漫才劇場）
- 2022年11月18日 - 「モグライダーさんようこそ神保町へ」モグライダー×ナイチンゲールダンス（神保町よしもと漫才劇場）
- 2023年2月17日 - まんぷくユナイテッド×ナイチンゲールダンスツーマンライブ「オーモンド」（神保町よしもと漫才劇場）
- 2023年10月7日 - stand.fm「かぶさんラジオ」〜歌舞伎町に住み始めたヤスとしゅんと夜王が歌舞伎町で公開収録〜（新宿ロフトプラスワン）
  - 2024年7月2日 - 「かぶさんラジオ」～歌舞伎町に住んでいたヤスとしゅんと夜王のイベント in 大手町～（よみうり大手町ホール）
- 2024年2月2日 - ナイチンゲールダンス×フースーヤの元気が出るライブ（神保町よしもと漫才劇場）
- 2024年2月13日 - ナイチンゲールダンスと天才ピアニストと福岡芸人が飲み友になるまでの75分!（よしもと福岡 ダイワファンドラップ劇場）
- 2024年7月23日 - ナイチンゲールダンスとド桜とレ・ヴァンのスリーマンライブ「ぱふ」（神保町よしもと漫才劇場）
- 2024年12月25日 - トークテーマがおかしいライブ〜ナイチンゲールダンス編〜（よしもと幕張イオンモール劇場）
- 2025年1月19日 - 大宮ネタとコーナー「なかるてぃんチャンス〜中野なかるてぃんの審査を通過したらお年玉がもらえるコーナー〜」（大宮ラクーンよしもと劇場）